# Wiesław Godzic
Wiesław Godzic (ur. 1 sierpnia 1953 w Wiślicy) – polski filmoznawca, medioznawca i socjolog, profesor nauk humanistycznych, nauczyciel akademicki.

## Życiorys
Początkowo związany z Uniwersytetem Śląskim w Katowicach, gdzie uzyskał stopień doktora w 1983 (w oparciu o pracę Film i metafora. Pojęcie metafory w historii myśli filmowej). Następnie do 2003 pracował na Uniwersytecie Jagiellońskim w Instytucie Sztuk Audiowizualnych. Na Wydziale Filologicznym UJ w 1991 uzyskał stopień doktora habilitowanego nauk humanistycznych w zakresie nauk o sztuce na podstawie rozprawy zatytułowanej Film i psychoanaliza. Problem widza. W 1997 otrzymał tytuł profesora nauk humanistycznych. Wykładał także na Uniwersytecie Opolskim.
W 2003 został wykładowcą w Szkole Wyższej Psychologii Społecznej w Warszawie, gdzie został profesorem oraz pełnił funkcję dziekana Wydziału Nauk Humanistycznych i Społecznych, a w latach 2008–2011 prorektora ds. dydaktycznych i studenckich. Powołany w skład Komitetu Nauk o Kulturze Polskiej Akademii Nauk, zasiadał w jego prezydium. Był stypendystą m.in. Fundacji Kościuszkowskiej, Central European University, Getty Foundation i Deutscher Akademischer Austauschdienst. Gościnnie prowadził kursy i wykładał na Cleveland State University, a także uczelniach w Anglii i Norwegii.
Specjalizuje się w zagadnieniach z zakresu filmoznawstwa i medioznawstwa. Zajmuje się teorią filmu i mediów audiowizualnych, a także problematyką nowych mediów w tym Internetu. Jest twórcą i redaktorem naczelnym kwartalnika „Kultura Popularna”, a także redaktorem naukowym książkowej serii wydawniczej Popkultura i media Wydawnictw Akademickich i Profesjonalnych.
W latach 2005–2008 był członkiem rady Polskiego Instytutu Sztuki Filmowej. Uzyskiwał członkostwo International Institute of Communication w Londynie (1989), amerykańskim Society of Cinema Studies (1993). Należy do Polskiego Towarzystwa Filmoznawczego (członek założyciel), Polskiego Towarzystwa Semiotycznego i Stowarzyszenia Filmowców Polskich.
W 2011 prezydent Bronisław Komorowski odznaczył go Krzyżem Kawalerskim Orderu Odrodzenia Polski.
W młodości był instruktorem harcerskim (m.in. Krakowska 19 Lotnicza).

## Wybrane publikacje
Autor:
- Film i metafora. Pojęcie metafory w historii myśli filmowej, Uniwersytet Śląski, Katowice 1984
- Film i psychoanaliza. Problem widza, Wydawnictwo Uniwersytetu Jagiellońskiego, Kraków 1991
- Oglądanie i inne przyjemności kultury popularnej Wyd. Universitas, Kraków 1996
- Telewizja jako kultura, Wydawnictwo Rabid, Kraków, wyd I: 1999, ISBN 83-90835-14-2; wyd. II poprawione: 2002, ISBN 83-88668-31-5
- Rozumieć telewizję, Wydawnictwo Rabid, Kraków 2001, ISBN 83-88668-02-1
- Telewizja i jej gatunki po „Wielkim Bracie”, Wyd. Universitas, Kraków 2004, ISBN 83-242-0400-8
- Znani z tego, że są znani. Celebryci w kulturze tabloidów, Wydawnictwa Akademickie i Profesjonalne, Warszawa 2007, ISBN 978-83-60501-46-7
- Kuba i inni. Twarze i maski popkultury, Wydawnictwo Akademickie Sedno, Szkoła Wyższa Psychologii Społecznej, Warszawa 2013, ISBN 978-83-63354-37-4

Redakcja prac zbiorowych:
- Kino według Alicji, Wyd. Universitas, Kraków 1995, ISBN 83-70523110
- Aspects of Audiovisual Popular Culture in Norway and Poland, Wydawnictwo Uniwersytetu Jagiellońskiego, Kraków 1999, ISBN 83-233-1248-6
- Humanista w cyberprzestrzeni, Wydawnictwo Rabid, Kraków 1999, ISBN 83-908351-5-0
- Podglądanie Wielkiego Brata, Wydawnictwo Rabid, Kraków 2001, ISBN 83-88668-09-9
- Kultura popularna, Wydawnictwo Rabid, Kraków 2002
- Kultura popularna Graffiti na ekranie, Wydawnictwo Rabid, Kraków 2002, ISBN 83-88668-32-3
- 30 najważniejszych programów TV w Polsce (red. i wybór tekstów), Wyd. TRIO i TVN, Warszawa 2005, ISBN 83-7436-062-3
- Gadżety popkultury. Społeczne życie przedmiotów (red. wspólnie z Maciejem Żakowskim), Wydawnictwa Akademickie i Profesjonalne, Warszawa 2007, ISBN 978-83-60807-03-3

Redakcja antologii:
- Interpretacja dzieła filmowego. Antologia przekładów, Wydawnictwo Uniwersytetu Jagiellońskiego, Kraków 1993
- Sztuka filmowej interpretacji. Antologia przekładów, Wydawnictwo Uniwersytetu Jagiellońskiego, Kraków 1988, 1990, 1994